# ۱۷۳۸ (میلادی)
۱۷۳۸ (میلادی) هزار و هفتصد و سی و هشتمین سال تقویم میلادی است.